# Veerle Dobbelaere

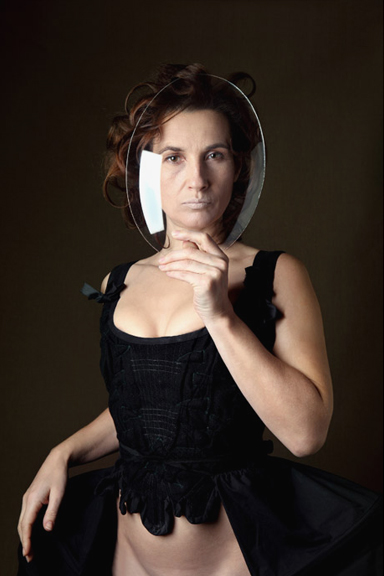
Dobbelaere als actrice. Foto: Filip Naudts, uit de reeks "La Clé du Boudoir"

Veerle Florina Dobbelaere (Sint-Niklaas, 30 juni 1967) is een Belgische actrice. Later werd zij ontwerpster en life-/mental coach.

## Loopbaan
Dobbelaere werd bekend in 1995 toen ze de rol van Leontien Hox kreeg in de succesvolle serie Ons geluk op VTM. Daarna speelde ze mee in de films Lisa, Madelief (1998) en Charlotje (1998). Op het kleine scherm speelde ze gastrollen in Heterdaad (1997), Thuis (1998), Windkracht 10 (1998), Aspe, Witse, Code 37, Vermist en Mega Mindy.
Meest bekend werd ze door haar rol in de advocatenserie Recht op Recht. Hierin speelde ze de rol van Chris Haagdoorn, een succesvolle advocate die niet tegen onrechtvaardigheid noch verliezen kan. Haar tegenspeler in deze serie was Filip Peeters.
Na deze succesvolle reeks speelde ze nog mee in de film Alias met Hilde De Baerdemaeker en Geert Hunaerts. Daarna speelde ze de lesbische wetsdokter Roos Messiaen in Rupel, een producer in Geknipt voor de show, als Andrea Leroy het diensthoofd van de spoeddienst, in Spoed, Meester Nicky Embrechts, de advocate van Présence in Sara en de rol van Monica Claeys in LouisLouise. In 2009 speelde ze de hoofdrol in de film SM-rechter als Magda, de vrouw van rechter Koen Arousseau die veroordeeld werd voor opzettelijke slagen en verwondingen tijdens SM-sessies met zijn vrouw. In 2010 speelde ze Judith in de film Smoorverliefd en ze had ook een rol in Groenten uit Balen uit 2011. In 2015 sprak ze de stem in van  Sadness (Verdriet) in de Vlaamse Versie van de Disney Pixar Film Inside Out (Binnenstebuiten). Ze speelde in 2017 de bijrol van Patsy Van Lancker in de serie Gent-West op Vier. In 2018 was ze te zien als Hilde Reyniers in de film De Collega's 2.0.
In 2014 nam ze deel aan het dansprogramma Dansdate, samen met haar partner Alain Bokken.
Veerle Dobbelaere is niet alleen actief op het scherm maar speelde ook in verschillende toneelstukken:
- Blinde vlek (1988-1989)
- Houten Clara (1988-1989)
- Don Quichot (1988-1989)
- De oorlog met de salamanders (1989-1990)
- Marieken van Nijmegen (1989-1990)
- Lorenzaccio (1989-1990)
- Deadwood Dick, legende van het westen (1989-1990)
- Paarden schieten ze toch ook dood (1990-1991)
- In het tuinhuis (1990-1991)
- Pak 'em Stanzi (1991-1992)
- Interiors 't Gebroed (1993-1994)
- Blue-remembered hills (2002-2003)
- Bash (2002-2004)
- Wormgat (2002-2003)
- Anatol (2002-2004)
- Het Fluistertheater van Floor, Oto en Titus Droomedaris-Rex (2005-2007)
- Merg (2006-2007)
- Krankheit Frau (van Hanneke Paauwe, 2008)

Naast acteren is Dobbelaere actief als life-/mental coach. Voor die functie kreeg ze de De Skeptische Put van de Belgisch sceptische organisatie SKEPP, een "prijs" voor pseudowetenschap. Dobbelaere is gelinkt aan TalentTester, dat op basis van gelaatsuitdrukkingen carrièreadvies geeft, wat volgens SKEPP niet op wetenschappelijke feiten is gebaseerd.

## Wetenswaardigheden
- Veerle Dobbelaere is de stem achter de Humo-kreet aan het einde van elk spotje voor dit weekblad.